# Illiberis arisana
Illiberis arisana es una especie de mariposa de la familia Zygaenidae.
Fue descrita científicamente por Matsumura en 1911.